# Jhamir D’Arrigo
Jhamir Adrián D’Arrigo Huanca (ur. 15 listopada 1999 w Callao) – peruwiański piłkarz występujący na pozycji skrzydłowego, od 2024 roku zawodnik Alianzy Lima.